# Palazzo Riccio
Il palazzo Riccio di San Gioacchino è un edificio storico tra via Turretta e corso Vittorio Emanuele a Trapani.
Ospita il liceo scientifico Vincenzo Fardella.

## Storia
Il palazzo fu edificato nel corso del secolo XV, modificato nel Cinquecento sulla rua Grande, con tipico portale in stile catalano, rimaneggiato dai baroni Rizzo di San Gioacchino e Arcodaci.
L'aspetto della dimora patrizia si modificò ancora nel Seicento, come attesta l'importante balcone barocco all'ingresso, e nel Settecento.
Il prospetto tardo-barocco, fu impresso al palazzo nella seconda metà del Settecento dall'architetto Andrea Giganti, al quale è attribuita, in particolare, la serie di balconi riccamente decorati del piano nobile. 

### Epoca contemporanea
Edificio soggetto ai bombardamenti della seconda guerra mondiale.
Vendita del palazzo nel 1980 da parte della famiglia Rizzo di San Gioacchino alla Provincia di Trapani.
Da qualche anno l'edificio ospita alcune classi distaccate del liceo scientifico «Vincenzo Fardella».

## Architettura

### Prospetto
Il palazzo, di chiara impronta barocca, è strutturato su quattro elevazioni.

### Cortile
Portici del cortile su tre lati caratterizzati da arcate ribassate sui primi due ordini, e a tutto sesto nel terzo. Nella chiave dell'arco centrale del primo ordine, in posizione opposta all'ingresso, è visibile lo stemma della famiglia. La pavimentazione è ad acciottolato, mentre una fontana di marmo adorna la parete di fondo, sulla quale si articola su due rampe lo scalone d'accesso ai piani superiori.

### Piani
1. Primo piano: Balconi con balaustra a colonnine e mostre a bugne.
2. Secondo piano: Ricche mensole a volute dei balconi con inferriate a petto d'oca. Lapidi e stemmi inneggianti alla magnificenza della famiglia Riccio si trovano lungo le pareti del camminamento, che accoglie l'appartamento gentilizio, oggi quasi del tutto privo di fregi e decorazioni di stile rococò. Persa la traccia del soffitto finemente affrescato da Domenico La Bruna, e il pavimento maiolicato. Il salone decorato con l'allegoria della Virtù coronata, affresco in parte ridipinto raffigurante Mercurio con lo scudo decorato con la figura della Trinacria, Apollo con la lira, assiso sul carro tra un coro di Muse, figure mitologiche e le allegorie della Pittura, Scultura, Architettura.[2]

Una torre in alto sembra essere una delle cinque ricorrenti nello stemma della città di Trapani. Ambiente adibito ad archivio storico dei proprietari.